# Felsenpinguin

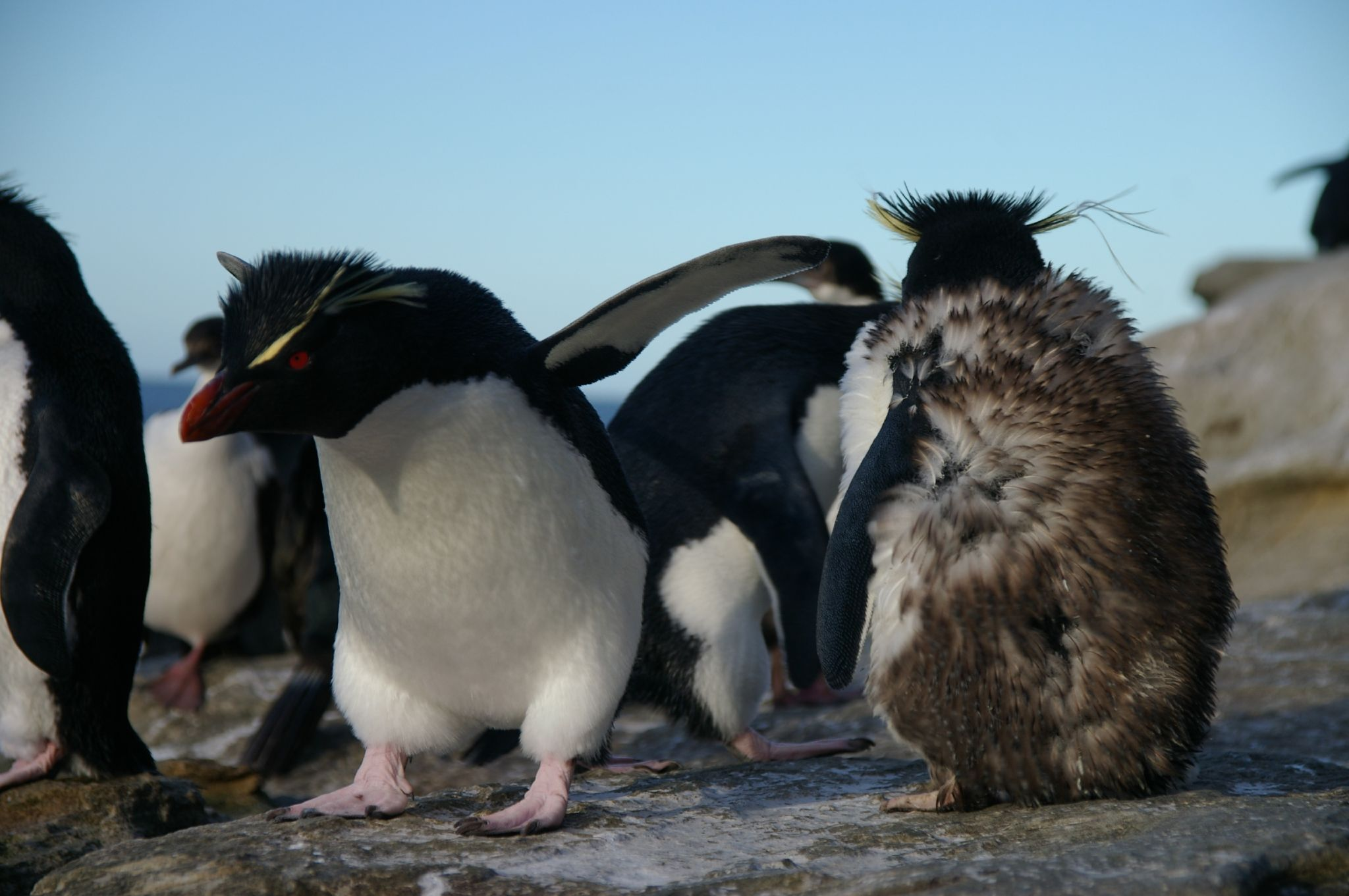
Felsenpinguine mit Nachwuchs kurz vor Ablegen des zweiten Daunenkleids

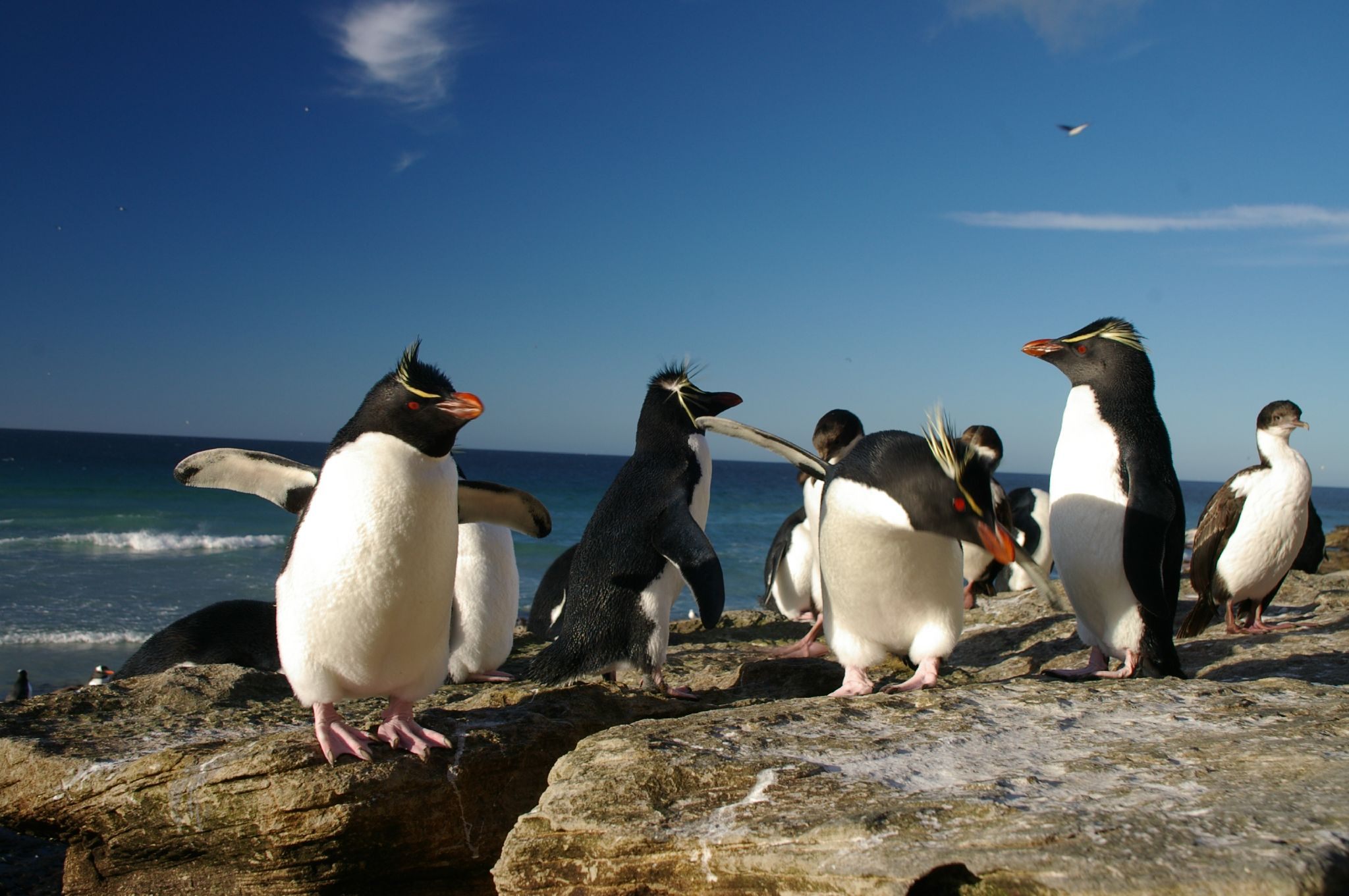
Felsenpinguine auf Saunders Island

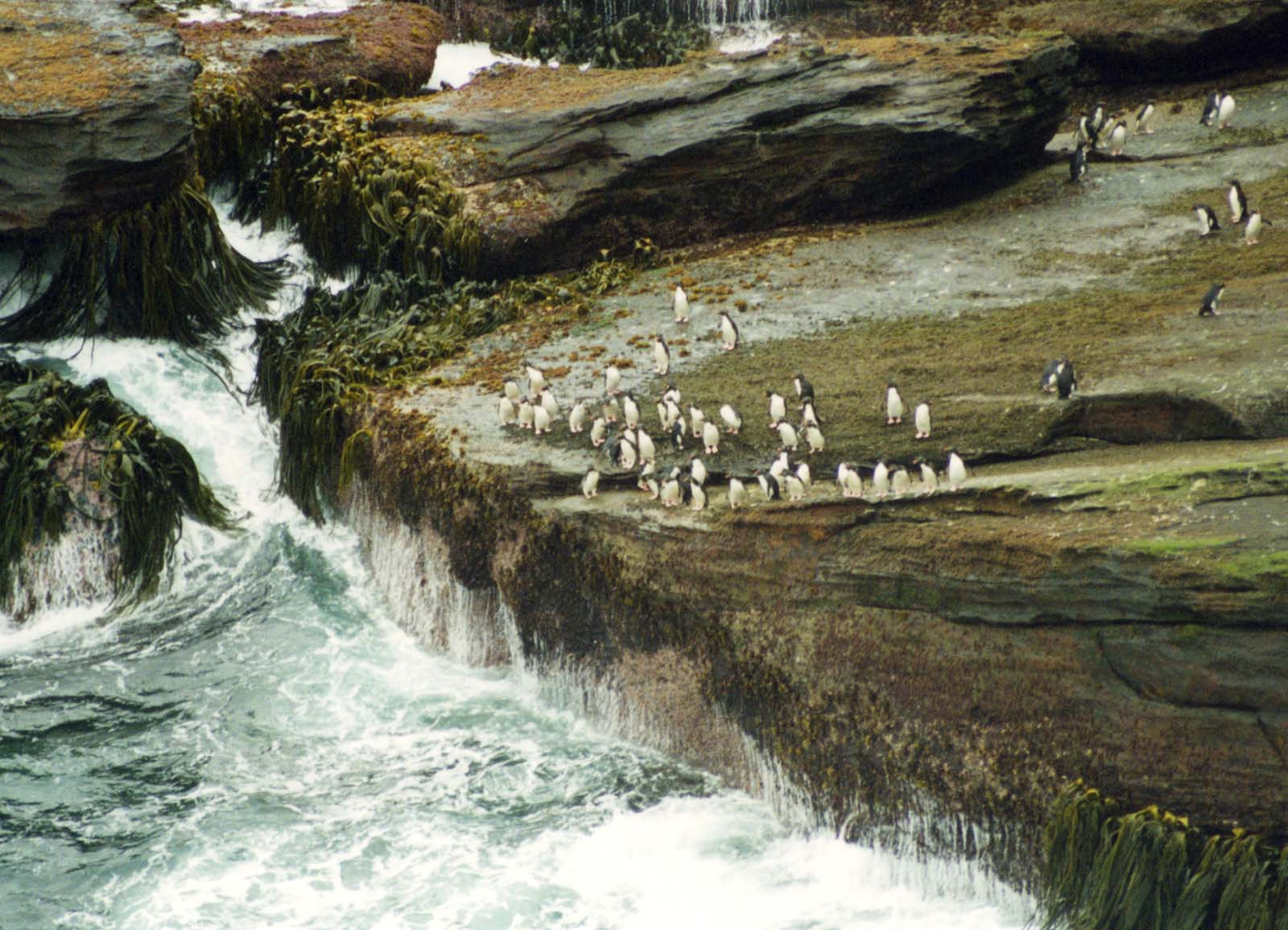
Felsenpinguine am Meereszugang einer Kolonie, Falklandinseln

Der Felsenpinguin (Eudyptes chrysocome) ist eine Vogelart aus der Familie der Pinguine (Spheniscidae). Innerhalb der Gattung der Schopfpinguine ist der Felsenpinguin die kleinste Art. Die durchschnittliche Lebenserwartung liegt bei 10 Jahren.
Es werden mittlerweile nur noch zwei Unterarten anerkannt, die sich in der Körpergröße, der Länge der Haubenfedern und der Zeichnung auf der Unterseite der Flossen unterscheiden. Der früher als Eudyptes chrysocome moseleyi bezeichnete Tristanpinguin wird mittlerweile als eigenständige Art betrachtet.

## Erscheinungsbild
Felsenpinguine erreichen eine Körpergröße zwischen 45 und 58 Zentimeter und ein Gewicht von 2,3–4,5 kg. Das Gewicht variiert erheblich im Verlauf eines Jahres, grundsätzlich sind sie am schwersten kurz vor der Mauser und können dann bis zu 3,8 Kilogramm schwer sein. Weniger gut ernährte Felsenpinguine haben gelegentlich aber auch ein Gewicht von nur zwei Kilogramm. Grundsätzlich zählen sie zu den kleinsten Pinguinen überhaupt. Ein auffälliger Sexualdimorphismus besteht nicht, Weibchen sind allerdings tendenziell etwas kleiner. Das Gefieder zeigt keine jahreszeitlichen Variationen. Jungvögel können anhand ihrer Gefiederfärbung bis zu einem Alter von zwei Jahren von den adulten Felsenpinguinen unterschieden werden.
Adulte Vögel haben einen schmalen gelben Überaugenstreifen, dessen Federn hinter dem Auge stark verlängert sind und abstehen; weiter zum Hinterkopf hin sind diese Federn in Längsrichtung gelb-schwarz gestreift und bilden dort einen locker anliegenden Schopf. Die Augen sind rot, der kurze, kräftige und wulstig aufgeworfene Schnabel ist rötlich-braun, Füße und Beine sind rosa, die Sohlen sind schwarz. Kopf und Gesicht sind ansonsten schwarz. Die Körperoberseite ist dunkel schiefergrau. Frisch gemausertes Gefieder schimmert bläulich. Abgenutztes Gefieder kurz vor der Mauser wirkt dagegen bräunlich. Die Körperunterseite ist weiß und scharf von der schwarzen Kehle abgesetzt. Die zu Flossen umgebildeten Flügel sind auf der Oberseite blauschwarz und auf der Unterseite weiß.
Jungvögel sind kleiner als adulte Vögel. Kinn und Kehle sind bei ihnen grau. Der Schnabel ist kleiner und matter gefärbt. Sie weisen entweder noch keine verlängerten Schopffedern auf oder diese sind deutlich kürzer als bei den adulten Vögeln. Das Gefieder der Küken ist vollständig schwarz und ohne jede Zeichnung, der Schnabel ebenso. Immature Tiere sind erkennbar an einem mattgelben Strich über dem Auge und einem rotbraunen Schnabel, aber fehlendem Schopf.

## Verhalten
Obwohl die Tiere relativ klein sind, gelten sie als wehrhaft auch weit größeren Störern gegenüber. Felsenpinguine greifen unterschiedslos jedes Tier an, das in die Nähe ihres Nestes kommt, ob andere Pinguine, Albatrosse oder Menschen. Ihren Partnern gegenüber sind die Tiere hingegen ausgesprochen zärtlich und soziale Gefiederpflege ist üblich.

## Lebensweise

### Ernährung
Felsenpinguine sind Nahrungsgeneralisten; sie fressen alles, was sie fangen und verzehren können. Untersuchungen von Tieren auf den Falklandinseln wiesen in unterschiedlichen Anteilen Krebstiere (z. B. Euphausia, Thysanoessa, Themisto), Kalmare (Gonatus, Loligo, Onychoteuthis, Teuthowenia) und verschiedene kleine Fische nach. Meist jagen sie in Gruppen, selten aber in Tiefen über 100 m. Die durchschnittliche Schwimmgeschwindigkeit liegt bei 7,5 km/h. Auf ihren Streifzügen erreichen die Pinguine Tiefen von bis zu 170 m.

### Fortpflanzung

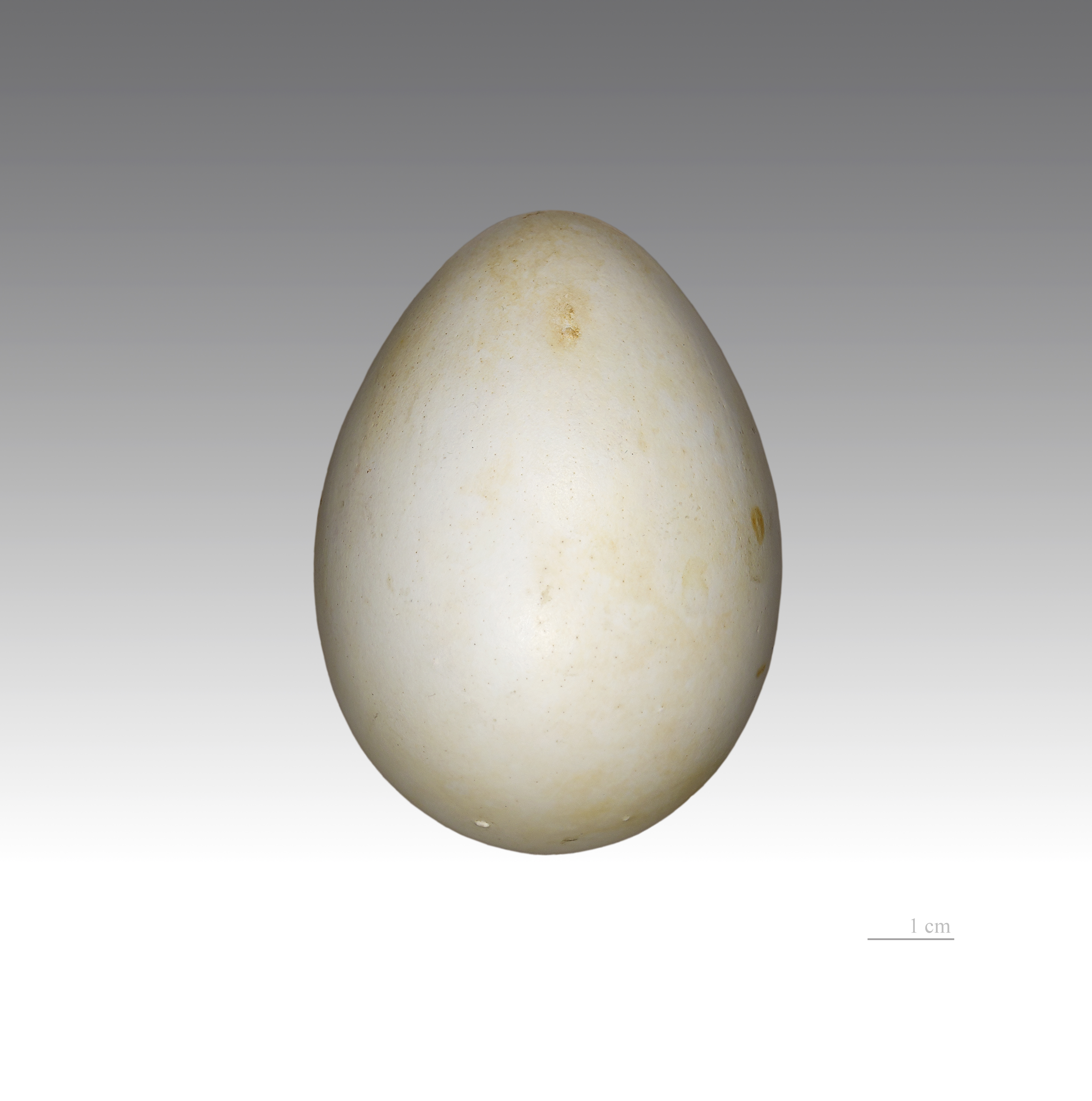
Ei des Felsenpinguins

Felsenpinguine sind nicht vor dem vierten Lebensjahr geschlechtsreif. Die Brutzeit beginnt im frühen Oktober mit der Ankunft der Männchen am Nistplatz, wenige Tage später folgen die Weibchen.
Die Tiere kehren nicht nur jedes Jahr zum selben Nistplatz, sondern auch zum gleichen Nest zurück, das sie mit Steinen, Stöcken, Pflanzenteilen oder ähnlichem ausbessern. Die Kolonien befinden sich bevorzugt in abschüssigen Felsschluchten mit Zugang zu tiefem Wasser und können eine Größe von bis zu 100.000 Nestern bei einer Dichte von 1,5 bis 3 Nestern pro Quadratmeter erreichen. In den Kolonien brüten häufig auch Albatrosse und Kormorane und in ihrer Nähe findet sich offenes Süßwasser, da die Tiere regelmäßig baden und Süßwasser zu sich nehmen. Die Vegetation an den Koloniestandorten besteht aus Gräsern und niedrigen Zwergsträuchern; Nistplätze, die seit langem in Gebrauch sind, sind allerdings vegetationslos.
Sobald die Weibchen eingetroffen sind, beginnen die Kopulationen. Anfang November werden zwei Eier im Abstand von vier bis fünf Tagen gelegt, das erste wiegt rund 80 Gramm, das zweite rund 110 Gramm. Das zweite Ei liegt dabei hinter dem ersten, wo die Temperatur am stabilsten ist und das Ei weniger stark der Gefahr des Verlustes oder des Raubs unterliegt. Bei den Unterarten Eudyptes c. moseleyi und Eudyptes c. filholi kommt es dabei fast nie zu mehr als einem flügge werdenden Küken, bei der Nominatform hingegen sind unter guten Bedingungen auch zwei gesunde Küken nicht ungewöhnlich.
Die Eltern bebrüten rund 33 Tage lang abwechselnd in drei annähernd gleich langen Schichten die Eier. In der ersten Schicht sind beide Elternteile am Nest, in der zweiten brütet nur das Weibchen, in der dritten nur das Männchen; der jeweils andere Partner geht auf die Jagd. Für die ersten 25 Tage nach dem Schlüpfen der Küken bleibt das Männchen am Nest. Danach haben die Küken ihr zweites Dunenkleid entwickelt, verlassen die Nester und bilden mit anderen Küken Gruppen, die es beiden Eltern erlauben, das Nest zu verlassen und auf Jagd zu gehen, um den wachsenden Nahrungsbedürfnissen des Kükens nachzukommen (pro Fütterung zu dieser Zeit rund 600 Gramm). Im Alter von 10 Wochen werden die Jungen dann flügge, 20 bis 25 Tage später verlassen die Tiere den Nistplatz.

## Feinde
Ausgewachsene Tiere haben an Land keine natürlichen Feinde, im Meer hingegen werden sie Beute von Haien, Orcas, Seebären, Mähnenrobben und Seelöwen. Eier und Küken werden von Raubmöwen, Möwen und Geierfalken gefressen. Auf einigen Inseln sind Feinde auch von Menschenhand eingeführt worden, so Katzen oder Ratten.

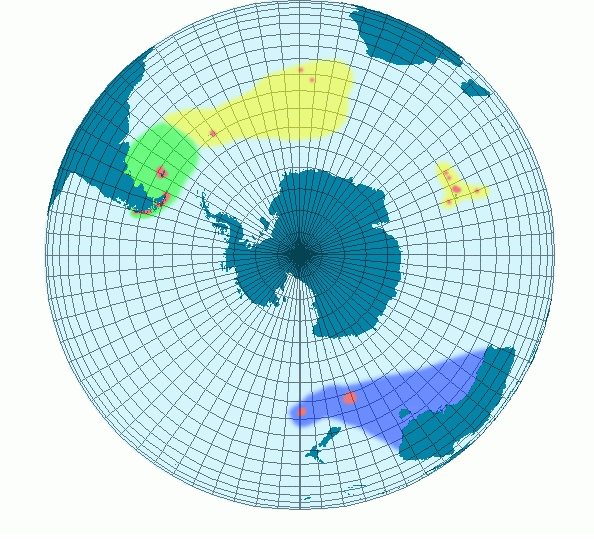
Die Verbreitungsgebiete der Felsenpinguine
Eudyptes c. chrysocome
Eudyptes c. filholi
Tristanpinguin

## Verbreitung, Bestandsentwicklung und Status
Der Felsenpinguin ist die am weitesten verbreitete Art der Gattung. Das Verbreitungsgebiet reicht von Südamerika bis nach Neuseeland und umfasst zwei räumlich voneinander getrennte Bereiche subtropischer bis subantarktischer Inseln, die jeweils von einer Unterart besiedelt sind. Die Brutverbreitung befindet sich auf den Inseln rund um die Antarktis zwischen 37 und 53 Grad südlicher Breite. Die maritime Verbreitung erstreckt sich über die südlichen Teile des Atlantiks, Pazifiks und Indiks.
Der Gesamtbestand wurde 2005 auf 3,7 Millionen Brutpaare geschätzt, davon gehören nach einer Zählung der Jahre 1995 bis 1997 rund 500.000 Paare der Unterart E. c. chrysocome an, die häufigste Unterart ist jedoch E. c. filholi.
Der Gesamtbestand der Art ist in den letzten 30 Jahren drastisch um über 30 % zurückgegangen. Am dramatischsten war der Rückgang auf den Falklandinseln, dem Hauptverbreitungsgebiet der Nominatform; hier sank der Bestand von 2,5 Millionen Brutpaaren im Jahr 1984 auf rund 300.000 Brutpaare im Jahr 1995, ein Rückgang um 88 %. Grund war die Überfischung der Gewässer um die Falklandinseln, die dazu führte, dass die Tiere keine ausreichenden Fettreserven für die Brutzeit aufbauen konnten und zu hunderttausenden verhungerten.
Obgleich sich die Bestände um die Falklandinseln als Folge gesetzlicher Regulierung erholt und stabilisiert haben, ist der Gesamtbestand der Art nach wie vor rückgängig. Hauptgrund ist unverändert der Fischfang, neuere Gefährdungen sind vor allem Ökotourismus, Meeresverschmutzung und der Klimawandel, der das Nahrungsangebot verändert. Als Konsequenz aus dieser Bestandsverringerung wird die Art vom IUCN als vulnerable, also „gefährdet“, eingestuft.
In Gefangenschaft wird der Nördliche Felsenpinguin weltweit nur im Tiergarten Schönbrunn in Wien mit jährlichem Nachwuchs gezüchtet. Von den etwa 80 in europäischen Zoos lebenden Tieren befinden sich etwa die Hälfte in Wien. 2017 hat der Tiergarten wegen seiner Felsenpinguinkolonie zwei Tiere erhalten, die in Australien angelandet worden waren.

## Systematik

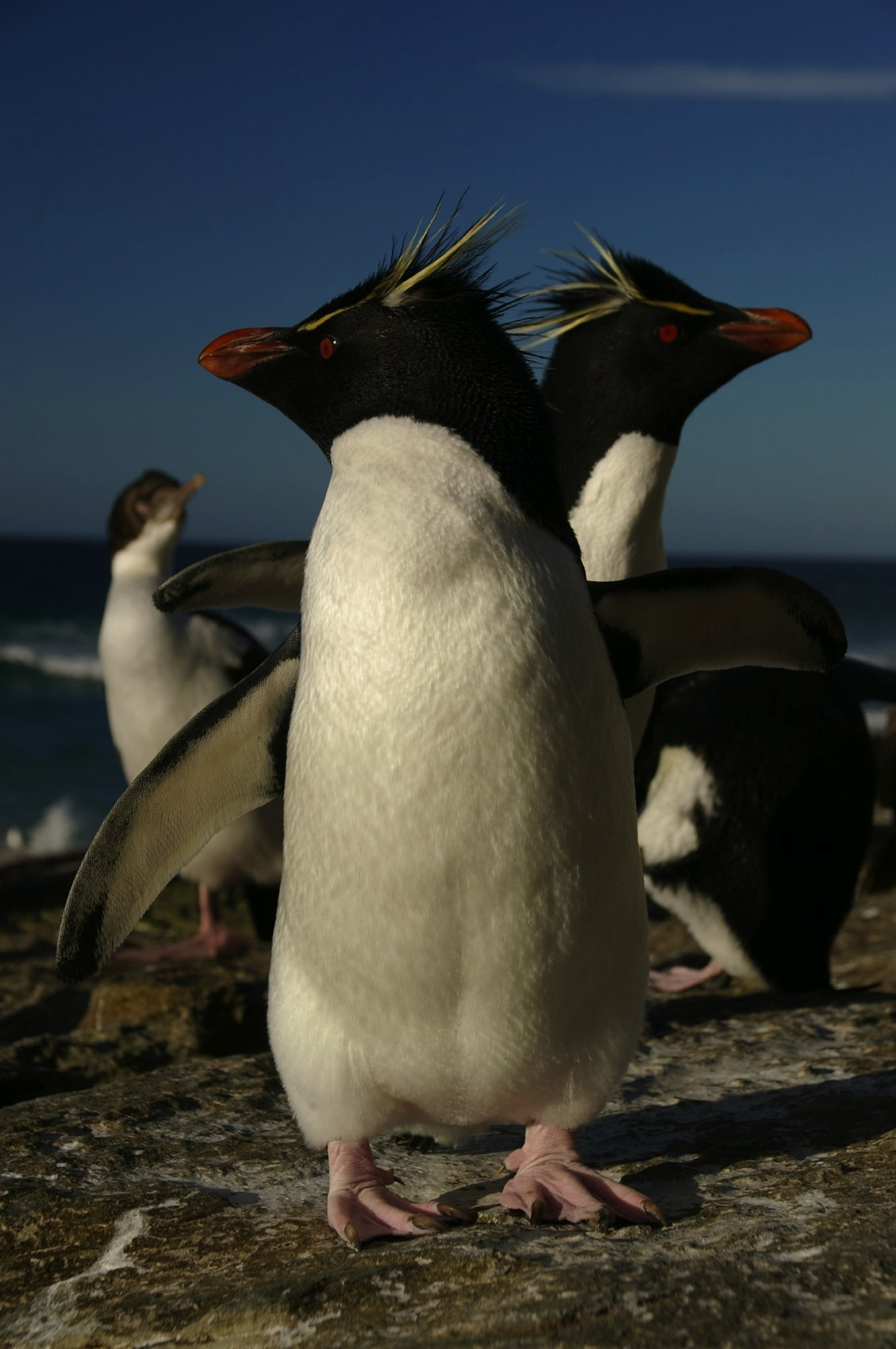
Eudyptes chrysocome chrysocome

Innerhalb der Art werden zwei Unterarten unterschieden:
- Eudyptes chrysocome chrysocome
 brütet auf südargentinischen, südchilenischen sowie auf den Falklandinseln. Merkmale der Unterart sind die schwarze Haut um den Schnabel und ein kürzerer Schopf am Hinterkopf.
- Eudyptes chrysocome filholi
 brütet auf den Kerguelen, den Crozetinseln, auf der Macquarieinsel, den Aucklandinseln, den Prinz-Edward- und Marioninseln, Heard und McDonaldinseln, Campbell Island und Antipodeninseln. Der Augenüberstreif ist bei dieser Unterart sehr schmal, die Schopffedern haben eine Länge von sechs bis sieben Zentimeter.[10] Einige Wissenschaftler sind der Ansicht, dass die Unterart zu einer eigenständigen Art werden sollte.[11][12]

Der früher als Unterart Eudyptes chrysocome moseleyi bezeichnete Tristanpinguin, der auf Tristan da Cunha, Amsterdam und Sankt-Paul brütet, wird heute als eigenständige Art Eudyptes moseleyi angesehen.